# Ptolémée de Lyon
Ptolémée (en latin Ptolomeus ou Ptolomaeus) est le 8e évêque de Lyon. Il succède à Jules dans la seconde moitié du IIIe siècle.

## Biographie
On ne sait rien de lui et de sa vie, seul son nom nous est connu d'après les différentes listes des premiers archevêques de Lyon et les chroniques de l'histoire de l'Église de Lyon. Il est cité dans un catalogue de l'abbaye de l'île Barbe. Il est également le dernier évêque de Lyon à posséder un nom grec comme cela fut le cas des quatre premiers évêques, la communauté chrétienne primitive de Lyon ayant à l'origine de forts liens avec l'Asie mineure qui disparaissent peu à peu avec l'enracinement du christianisme en Gaule.
Il est probablement un descendant de Zénobie.
Il a aussi peut-être pour fils Tetradius, évêque de Lyon en 330.